# George E. Shipley

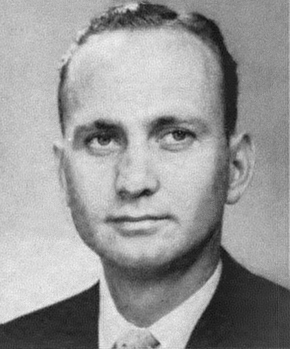
George E. Shipley (1975)

George Edward Shipley (* 21. April 1927 in Olney, Illinois; † 28. Juni 2003 ebenda) war ein US-amerikanischer Politiker. Zwischen 1959 und 1979 vertrat er den Bundesstaat Illinois im US-Repräsentantenhaus.

## Werdegang
George Shipley besuchte die East Richland High School und danach bis 1950 die Olney High School. Seine Schulzeit wurde durch seinen Militärdienst im United States Marine Corps unterbrochen, dem er in den Jahren 1944 bis 1947 angehörte. Zwischen 1950 und 1954 war er als Chief Deputy Sheriff bei der Polizei im Richland County angestellt; von 1954 bis 1958 war er dort Sheriff. Danach betätigte er sich als privater Unternehmer. Gleichzeitig schlug er als Mitglied der Demokratischen Partei eine politische Laufbahn ein.
Bei den Kongresswahlen des Jahres 1958 wurde Shipley im 23. Wahlbezirk von Illinois in das US-Repräsentantenhaus in Washington, D.C. gewählt, wo er am 3. Januar 1959 die Nachfolge von Charles W. Vursell antrat. Nach neun Wiederwahlen konnte er bis zum 3. Januar 1979 zehn Legislaturperioden im Kongress absolvieren. Seit 1973 vertrat er dort als Nachfolger von William L. Springer den 22. Distrikt seines Staates. In seine Zeit im Kongress fielen unter anderem der Vietnamkrieg, die Bürgerrechtsbewegung und im Jahr 1974 die Watergate-Affäre.
1978 verzichtete George Shipley auf eine weitere Kandidatur. Nach dem Ende seiner Zeit im US-Repräsentantenhaus ist er politisch nicht mehr in Erscheinung getreten. Er starb am 28. Juni 2003 in Olney.